# تيقاجوين - آيت حنيني (سيدي يحيى أو ساعد)
تيقاجوين - آيت حنيني هي إحدى مشيخات المملكة المغربية، تتبع جغرافيا لإقليم خنيفرة وإداريًا لسيدي يحيى أو ساعد. يقدر عدد سكانها بـ 1782 نسمة حسب الإحصاء الرسمي للسكان والسكنى لسنة 2004.